# Zmrocznik oleandrowiec
Zmrocznik oleandrowiec (Daphnis nerii) – owad z rzędu motyli, z rodziny zawisakowatych (Sphingidae).